# 太田市立図書館
太田市立図書館（おおたしりつとしょかん）は、群馬県太田市にある図書館の総称。
太田市が「太田市立図書館条例」および施行規則に基づき設置・運営している公共図書館で、太田市立中央図書館・太田市立尾島図書館・太田市立新田図書館・太田市立薮塚本町図書館がある。これらとは別に太田市美術館・図書館があり、これは太田市が「太田市美術館・図書館条例」および施行規則に基づき設置・運営しているものである。

## 歴史

### 平成の大合併前
平成の大合併までの太田市立図書館の沿革は下記の通り。
- 1922年（大正11年）5月1日 - 葉住利蔵により群馬県新田郡太田町に私立図書館「金山図書館」開設。
- 1926年（大正15年）9月 - 葉住死去。遺言に基づき金山図書館とその維持費3万円が町に寄付される。
- 1927年（昭和2年）1月 - 「太田町立金山図書館」発足。
- 1948年（昭和23年）5月 - 太田町が市制施行。「太田市立金山図書館」発足。
- 1957年（昭和32年）5月 - 旧・中島飛行機（現・SUBARU）本館の一部を金山図書館に移築。「こども図書館」（中島記念文庫）開館。
- 1960年（昭和35年）1月 - 移動図書館開始（2002年廃止）。
- 1969年（昭和44年）9月 - 中島源太郎の寄付で「太田市立中島記念図書館」開館。金山図書館の蔵書を継承。
- 1977年（昭和52年） - 「こども図書館」を解体。跡地は太田公民館に。
- 1978年（昭和53年）5月 - 太田公民館内に「中島記念こども図書館」開館。
- 1991年（平成3年）6月 - 開館した東毛学習文化センターに中島記念図書館の蔵書（児童書・移動図書館用以外）を移管。翌7月、中島記念図書館が「こども図書館」となる。
- 2003年（平成15年）4月 - 群馬県から東毛学習文化センターが移譲、「太田市立図書館」発足。中島記念図書館は「太田市立図書館中島こども分館」に。

### 平成の大合併後
2005年（平成17年）平成の大合併により、太田市、新田郡尾島町、新田郡新田町、新田郡薮塚本町が合併したことにより、各地域に点々と所在していた図書館が合併し現在の形態になった。
合併の際には利用者に対しアンケートが行われた。開館時間や閉館時間、休日の設定などが問われた。その結果等は発表されていないが、どれも各館では統一されず、独自の決まりを導入した。図書カードが新しくなり、他館でもそれ一枚で利用ができる。
インターネットにより、蔵書の検索などが可能になった。図書カードの番号を入力することで、現在借りている本などの確認が出来る。また、借りたい本が貸し出し中であるときに限り、インターネットでの予約が可能。このとき他館にしかない本も予約することが出来る。
「相互貸借」を使って、群馬県内の他図書館からであれば無料で取り寄せることが出来る。県外の場合は有料の場合がある。

## 各館

### 太田市立中央図書館
- 開館時間:9:00〜19:00（土曜日、日曜日、祝日:9:00〜17:00）
- 休館日:月曜、毎月最終木曜日、年末年始、春秋蔵書整理期間
- 2001年度（平成13年度）より図書宅配サービスを実施している。太田市に在住、勤務している人は一回200円。太田市内在住で満70歳以上の人、身体障害者手帳、及び療育手帳等を持つ人、一時的（骨折、妊娠等）に来館できない人は無償。

### 太田市立尾島図書館
- 開館時間:9:00〜18:00（土曜日、日曜日、祝日:9:00〜17:00）
- 休館日:月曜日、毎月最終金曜日、春秋蔵書整理期間、年末年始
- 比較的新しくできたが、蔵書数は少ない。館内に学習スペースは4席しかないが、生涯学習センターと併設しているためそちらで学習ができる。館内の学習スペースを使う際に、カウンターで図書カードと利用券とを交換してもらうことで、特別な記入が不要である。

### 太田市立新田図書館
新田町立図書館として、1980年5月11日に開館した。開館時の蔵書は17,000冊。
建物は鉄筋コンクリート造の2階建てで、延床面積は1720.94平方メートル、図書収容力は52,500冊。2階には講座室、第1・第2集会学習室、談話室を備えた。
設計は天野・吉原設計事務所、施工は石川建設。総工費は1億9978万円。整備費用には、澤藤電機の工場が新田町に移転したことによる工業再配置促進費補助金、1億円が充てられた。
1981年2月からは移動図書館車「にった号」の巡回を開始した。開始当初は約3,000冊の本を積み、町内18ヶ所のステーションを巡回した。

### 太田市立藪塚本町図書館
- 開館時間:9:00〜18:00（土曜日、日曜日、祝日:9:00〜17:00）
- 休館日:月曜日、毎月最終金曜日、春秋蔵書整理期間（月末一週間）、年末年始
- 太田市立図書館では唯一「リサイクル本コーナー」がある。

### 太田市美術館・図書館
- 開館時間:10:00〜20:00（日曜日、祝日:10:00〜18:00）[13]
- 休館日:月曜日、年末年始[13]
- 蔵書の貸し出しには上記4図書館とは異なる専用の図書館カードが必要[14]。